# Стоймирович, Александар
Алекса́ндар Стойми́рович (серб. Aleksandar Stoimirović; 11 декабря 1982, Крагуевац, СФРЮ) — сербский футболист, полузащитник; тренер.

## Биография
Начал профессиональную карьеру в клубе «Раднички» (Обреновац). После играл за «Хайдук» (Кула). В ноябре 2006 года перешёл в полтавскую «Ворсклу». В чемпионате Украины дебютировал 5 ноября 2006 года в матче против харьковского «Металлиста» (2:1). В команде не смог закрепиться в основном составе. Летом 2008 года покинул «Ворсклу» и перешёл в болгарский «Черноморец» из города Бургас. В октябре 2009 года получил приглашение пройти просмотр в немецком «Шальке».